# Lindmania argentea
Lindmania argentea är en gräsväxtart som beskrevs av Lyman Bradford Smith. Lindmania argentea ingår i släktet Lindmania och familjen Bromeliaceae. Inga underarter finns listade i Catalogue of Life.